# 中谷一博
中谷 一博（なかや かずひろ、1979年2月13日 - ）は、日本の男性声優。北海道中富良野町出身。インテンション所属。妻は声優の林りんこ。

## 経歴
小学6年生の時に朝7時半から夢中になって見ていた『機動警察パトレイバー』がきっかけで声優を目指した。当初は『機動警察パトレイバー』に登場するレイバーのアルフォンスと2号機とグリフォンの造形に惹かれていた。2021年8月10日付けのツイートでも『機動警察パトレイバー』は好きだという。自身のTwitterでは『パトレイバーシリーズ』の出演を希望しているという。
スターダス・21、スーパーシャークエンターテイメントを経て、2017年6月1日よりインテンションに所属。
2017年1月17日、Twitterにて同じく声優の林りんこと入籍したことを発表した。

## 人物
趣味・特技は料理、サッカー観戦、フットサル。
声を担当している東京都品川区大崎百反坂のご当地キャラ「スパンキー」については、Twitterで「永久のバディ」と呼ぶほどの思い入れがある。

## 出演
太字はメインキャラクター。

### 劇場アニメ
- 機甲英雄 劇場版 我與我等於無限大（2023年、貝魯斯）
- BLOODY ESCAPE -地獄の逃走劇-（2024年、ヤオハチ[26]）

### ゲーム
2005年
- 龍が如く（錦山彰）

2012年
- マックス アナーキー（ゼロ）

2013年
- スーパーロボット大戦Operation Extend

2014年
- 龍が如く 維新!（岡田以蔵）
- 神撃のバハムート（ヴァルツ）

2015年
- 龍が如く0 誓いの場所（錦山彰）

2016年
- 龍が如く 極（錦山彰）
- 戦国BASARA 真田幸村伝

2017年
- 東京放課後サモナーズ（アシガラ、ソール、犬飼現八ノブミチ）
- グランブルーファンタジー（2017年 - 2023年、ゼシード、ルウェイグ、マクスウェル）
- 俺達の世界わ終っている。（ユーリー・ダヴィードヴィチ・シャラポフ）

2018年
- ファイアーエムブレム ヒーローズ（ハーディン、サイアス）
- 北斗が如く（シン）
- 龍が如く ONLINE（春日一番、錦山彰）

2019年
- JUDGEMENT 7 俺達の世界わ終っている。（ユーリー・ダヴィードヴィチ・シャラポフ）
- キングスレイド（カイン）

2020年
- 龍が如く7 光と闇の行方（春日一番）
- ライブ・ア・ヒーロー!（ライキ、アスター）

2021年
- World of Demons - 百鬼魔道（鬼丸）
- Marvel's Guardians of the Galaxy（ロケット・ラクーン）

2023年
- 龍が如く 維新! 極（岡田以蔵）
- 龍が如く7外伝 名を消した男（春日一番）

2024年
- 龍が如く8（春日一番）

2025年
- 龍が如く8外伝 Pirates in Hawaii（ゴロー、春日一番、ゴリラ、怪鳥）

### 吹き替え

#### 映画
2001年
- ロード・オブ・ザ・リング

2007年
- トリプルX（キリル〈ヴェルナー・ダーエン〉）※テレビ朝日版

2008年
- スターダスト（トリスタン・ソーン〈チャーリー・コックス〉）

2010年
- ランダウン ロッキング・ザ・アマゾン ※テレビ東京版

2010年
- オブセッション 歪んだ愛の果て（ベン〈ジェリー・オコンネル〉）
- ロックンローラ（ハンサム・ボブ〈トム・ハーディ〉）

2014年
- ミュータント・タートルズ（マクノートン〈タラン・キラム〉）

2015年
- トレマーズ ブラッドライン（ヨハン・ドレイヤー〈ブランドン・オーレ〉）
- ファイナル・アワーズ（ジェームズ〈ネイサン・フィリップス〉）

2017年
- ゴーン・ガール
- ジャッキー/ファーストレディ 最後の使命（ロバート・F・ケネディ〈ピーター・サースガード〉）

2018年
- 泉がえる復讐（ジンホン）
- 人狼（ハン・サンウ〈キム・ムヨル〉）
- ナイトスクール（スチュワート〈タラン・キラム〉）

2020年
- ふたりのトランジット（ライアン〈マット・バー〉）

2021年
- オール・マイ・ライフ（ソル〈ハリー・シャム・ジュニア〉）

2022年
- 邪悪は宿る/セパレーション 魔物の棲む家（ジェフ・ヴァン〈ルパート・フレンド〉）
- ニセモノ彼氏（ラフィ〈サメル・セーラム〉）
- バイオハザード: ウェルカム・トゥ・ラクーンシティ（ベン・ベルトリッチ〈ジョシュ・クルッダス〉）
- パイレーツ 失われた王家の秘宝（カンソプ）

2023年
- AIR/エア（デビッド・フォーク〈クリス・メッシーナ〉）

2024年
- アイデア・オブ・ユー 〜大人の愛が叶うまで〜
- ソニック×シャドウ TOKYO MISSION

#### ドラマ
2005年
- コールドケース 迷宮事件簿

2006年
- ER緊急救命室 シーズン11 - 15（レイ・バーネット〈シェーン・ウェスト〉）
- キャッスルロック2（クリス）
- 救命医ハンク3 セレブ診療ファイル（ポール・ヴァン・ダイク）

2001年
- チャームド 〜魔女3姉妹〜

2006年
- CSI:ニューヨーク（ライアン・リチャーズ）
- 屋根部屋のネコ（イ・ギョンミン〈キム・レウォン〉）

2009年
- MI-5 英国機密諜報部（ダニー・ハンター〈デヴィッド・オイェロウォ〉）
- CHUCK/チャック（ブライス〈マシュー・ボーマー〉）
- ホワイトチャペル2 終わりなき殺意（マンセル）

2010年
- WITHOUT A TRACE/FBI 失踪者を追え! シーズン5（ジェイソン・ターナー）
- デスパレートな妻たち5（アレックス）
- ドールハウス Dollhouse（ビクター〈エンヴァー・ジョカ〉）
- FRINGE/フリンジ（ピーター・ビショップ〈ジョシュア・ジャクソン〉）

2012年
- THE KILLING/キリング シーズン2（イェンス・ピータ・ラーベン）
- シェイムレス 俺たちに恥はない（ケヴィン〈スティーヴ・ハウィー〉）
- 名探偵モンク7（ジョーイ・カザリンスキー）

2016年
- 愛の記憶はさえずりとともに

2017年
- ホワイトゴールド（マーティン・ラベンダー）

2018年
- ロマノフ家の末裔 〜それぞれの人生〜 第5話「虚像の調べ」（デヴィッド・パットン〈アンドルー・レイノルズ〉）

2019年
- マクマフィア（アレックス・ゴッドマン〈ジェームズ・ノートン〉）

2020年
- 愛の不時着（ユン・セヒョン〈パク・ヒョンス〉）

2021年
- ボードウォーク・エンパイア 欲望の街

2022年
- アフターパーティー（ウォルト〈ジェイミー・デメトリウ〉）
- ウィッチャー 血の起源（エレディン）
- ブラインデッド: ゾウズ・フー・キル（ピーダ・ヴィンゲ〈トビアス・ザンテルマン〉）

2023年
- 愛だと言って（チェ・ソヌ）
- CSI: ベガス シーズン2（ジャック・ニコライビッチ）
- 誘拐交渉人 裏切りの陰謀（マハヴィア・メータ〈グレッグ・チリン〉）

2024年
- CSI: ベガス3 ザ・ファイナル（ジャック・ニコライビッチ）
- ダーク・マター（ライアン・ホルダー〈ジミ・シンプソン〉）

2025年
- エンド・オブ・パリ（ヴァンサン〈テウフィク・ジャラ〉）

- アドレセンス (ポール・バーロウ〈 マーク・スタンリー〉)

#### アニメ
- ジュラシック・ワールド/サバイバル・キャンプ（デイヴ）

### テレビドラマ
- 日本統一 東京編（2025年、小津薫[61]）

### 舞台
- 蒼穹のファフナー FACT AND RECOLLECTION（2010年12月16日）

### 特撮
- スーパー戦隊シリーズ
  - 魔進戦隊キラメイジャー THE MOVIE ビー・バップ・ドリーム（2021年、レムードンの声）
  - 機界戦隊ゼンカイジャー（2021年、ジシャクワルドの声[62]）

### ナレーション
- 俺の彼女と幼なじみが修羅場すぎる 〜自らを演出する乙女の特番〜（2012年12月29日、TOKYO MX E!TV）

### その他コンテンツ
- 東京都百反坂マチキチ イメージキャラクター（シュピーゲル・ド・スパンキー3世 役）

### シリーズ一覧
1. ↑  第1期（2019年）、第2期（2021年）
2. ↑  第一部（2021年）、第二部（2022年）

### 初出話一覧
1. 1 2  第2話初出
2. ↑  第9話初出
3. ↑  第1話初出
4. ↑  第3話初出
5. ↑  第4話初出
6. ↑  第31話初出
7. 1 2  第5話初出
8. ↑  第7話初出